# Guerra civil de la República del Congo
La Segunda guerra civil de la República del Congo, también conocida como la Segunda guerra civil brazzaville-congoleña, fue un conflicto en la República del Congo que duró del 5 de junio de 1997 al 29 de diciembre de 1999 y se libró entre las fuerzas de los dos candidatos a presidente. La guerra terminó con la invasión de tropas de Angola y la instalación de Denis Sassou Nguesso en el poder. En el Congo es comúnmente conocida como la Guerra del 5 de junio (Guerre du 5 juin). Fue el segundo de dos conflictos civiles etnopolíticos en la República del Congo.
El proceso democrático del Congo fue desbaratado en 1997. Cuando las elecciones presidenciales previstas para julio de ese año se acercaba, la tensión montada entre los partidarios del presidente Pascal Lissouba, presidente desde 1992, y el expresidente coronel Denis Sassou Nguesso del PCT. Sassou había gobernado el país desde 1979 a 1992, cuando el país era un Estado de partido único marxista-leninista.
El PCT había sido derrotado en las elecciones presidenciales de 1993, rebelándose en contra del vencedor partido de Lissouba y sus aliados, para ello fundó su milicia propia, la FDU, y se alió con las Cobras que les suministraron armas y combatientes. La guerra duró hasta el año siguiente tras la cual vinieron negociaciones de paz que decidieron en 1996 organizar unas nuevas elecciones para 1997.
El 5 de junio la tensión llegó a tal punto que en Brazzaville, la capital nacional, el gobierno de Lissouba ordenó a la milicia de Sassou rendirse, pero su rival optó por resistir, durante los siguientes cuatro meses se vivió una sangrienta batalla por la capital que resultó destruida en gran medida. A principios de octubre las tropas angoleñas invadieron el Congo en apoyo a Sassou, ocupando la mayoría de la capital el día 14, Lissouba huyó, la capital terminó por caer a los dos días, lo mismo paso en Pointe-Noire. El 25 de ese mes Sassou se proclamó presidente y creó un gobierno de 33 miembros.
Junto con el conflicto político entre Lissouba y Sassou Nguesso, el petróleo se considera un factor crucial en la guerra, y con los intereses franceses en juego, Francia fue vista como un soporte a Sassou en contra de Lissouba. Para asegurar su poder durante 1998 Sassou se dispuso a reorganizar el ejército, formándolo principalmente de exmiembros de su milicia aliada, las Cobras.
En enero de 1998, el régimen de Sassou celebró un Foro Nacional para la Reconciliación para determinar la naturaleza y la duración del período de transición. El Foro estaba estrechamente relacionado al gobierno, por lo que decidió que las elecciones debían realizarse tras tres años de transición y anunció un proyecto de reformar la constitución. Sin embargo, los combates a finales de 1998 interrumpieron el regreso a la democracia. Esta nueva violencia también cerró la vía férrea entre Brazzaville y Pointe-Noire, vía económicamente vital; causando gran destrucción y pérdida de vidas en el sur de Brazzaville y en las regiones de Pool, Bouenza y Niari, y desplazando a cientos de miles de personas. En noviembre y diciembre el gobierno firmó acuerdos de paz y desmovilización con los diversos grupos rebeldes, aunque no con todos. El acuerdo de diciembre, mediado por el presidente Omar Bongo de Gabón, pidió que se de seguimiento, incluyendo las negociaciones políticas entre el gobierno y la oposición. Unas 7 a 11 mil personas murieron en la guerra y hasta 800.000 fueron obligadas a abandonar sus hogares. Durante los procesos de paz de 1999 y 2000 unos 12.000 de 25.000 milicianos fueron desmovilizados y 13.000 armas fueron entregadas.
Las milicias principales eran tres: los Ninjas eran leales a Bernard Kolélas, quién por los acuerdos de paz posteriores al conflicto de 1993-1994 fue nombrado primer ministro, los Cocoyes eran leales al presidente derrocado Lissouba y las Cobras que eran leales al presidente golpista Sassou.
La milicia Ninjas de Frédéric Bintsamou (conocido como Pastor Ntoumi) y Bernard Kólelas, fundada hacía 1991 y protagonista de la rebelión de 1993-1994 y que costo 2.000 vidas, siguió activa hasta el 2008 en la región de Pool, desarrollando guerrillas especialmente importantes en 2002 y 2003. Grupos armados de sus exmiembros aún siguen activos como bandas criminales sin ideología política. En tanto que la milicia Nsiloulou fue fundada en 2002 por Bintsamou tras perder el control de los Ninja y negarse a desmovilizarse, reuniendo alrededor de su núcleo de más fieles seguidores una fuerza guerrillera importante.
Las consecuencias de este conflicto perduran en la mente de muchos de los congoleños de la actualidad, influyendo en su escepticismo hacia la política.